# فدراسیون بین‌المللی معماران/طراحان داخلی
فدراسیون بین‌المللی معماران/طراحان داخلی (آی‌اف‌آی) (به انگلیسی: International Federation of Interior Architects/Designers) (اختصاری IFI) انجمنی است که معماران داخلی و طراحان داخلی حرفه‌ای را نمایندگی می‌کند. در ۲۰ سپتامبر ۱۹۶۳ میلادی در کپنهاگ، دانمارک به عنوان یک شرکت غیرانتفاعی با مسئولیت محدود برای متحد کردن این حرفه و عمل به عنوان یک انجمن برای مسائل طراحی داخلی تأسیس شد، آی‌اف‌آی یک انجمنِ انجمنی است که در سطح جهانی با عضویت حدود ۳۰ سازمان ملی خدمت می‌کند، و تا سال ۲۰۱۵ میلادی  نمایندۀ ۲۷۰٬۰۰۰ طراح، مربی و صنعتگر در ۱۱۰ کشور جهان است.:۹۰
در طول دهه ۱۹۸۰، آی‌اف‌آی با شورای بین‌المللی انجمن‌های طراحی صنعتی (آی‌سی‌اس‌آی‌دی) و شورای بین‌المللی انجمن‌های طراحی گرافیک (آیکوگرادا) به ویژه برای طراحی مبلمان و بسته‌بندی برای کلینیک‌های بهداشت روستایی در بخش‌های کمتر توسعه‌یافتۀ جهان همکاری کرد. از سال ۲۰۰۸ میلادی، آی‌اف‌آی به همراه آی‌سی‌اس‌آی‌دی و آیکوگرادا عضو، اتحاد بین‌المللی طراحی (آی‌دی‌ای) بوده و جلسات مشترکی را هر دو سال یکبار برگزار می‌کند. این اتحاد بر فرصت‌هایی برای پیشبرد رشتۀ طراحی مبتنی بر همکاری چند‌رشته‌ای تمرکز دارد.
در ۱۷ تا ۱۸ فوریه ۲۰۱۱ میلادی، آی‌اف‌آی به عنوان بخشی از مرزهای طراحی: ابتکار نهاد داخلی، سمپوزیومی را در نیویورک، ایالات متحدۀ آمریکا، توسط هیئتی متشکل از ۱۰۰ متخصص معماری/طراحی داخلی، مربیان، روسای انجمن‌های طراحی، تولیدکنندگان و ذینفعان مرتبط برگزار کرد. این اعلامیه توسط ۱۱۴ شهر در سراسر جهان از جمله: نیویورک، سنگاپور، هنگ کنگ، مونترآل، کوالا لامپور، سیدنی، ملبورن، و گوانگجو به تصویب رسیده‌ است.
آی‌اف‌آی بیست و هشتمین کنگرۀ بین‌المللی خود را در مرکز کنوانسیون اکو در جزیرۀ ویکتوریا، لاگوس در نوامبر ۲۰۱۷ میلادی، به میزبانیِ انجمن طراحان داخلی نیجریه برگزار کرد.
دبیرخانۀ آی‌اف‌آی قبلاً در آمستردام، ژوهانسبورگ، سئول، و سنگاپور واقع شده بود و اکنون در شهر نیویورک واقع شده‌ است.